# Tablica pamiątkowa poświęcona Józefowi Piłsudskiemu przy ulicy Wschodniej w Łodzi

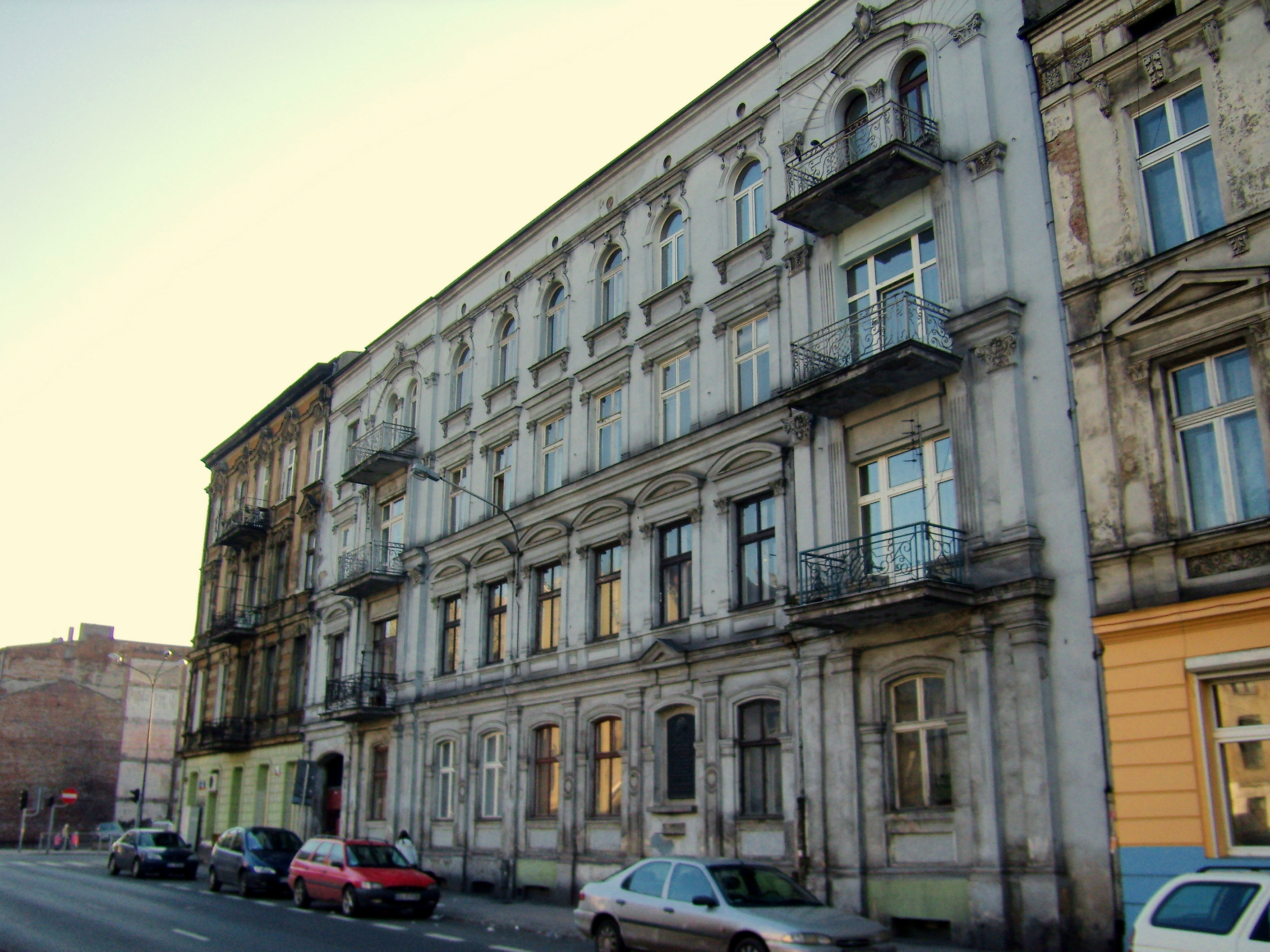
Dom przy ul. Wschodniej 19 w Łodzi, miejsce tajnej drukarni Robotnika 1899–1900 prowadzonej przez Józefa Piłsudskiego, stan z 2008

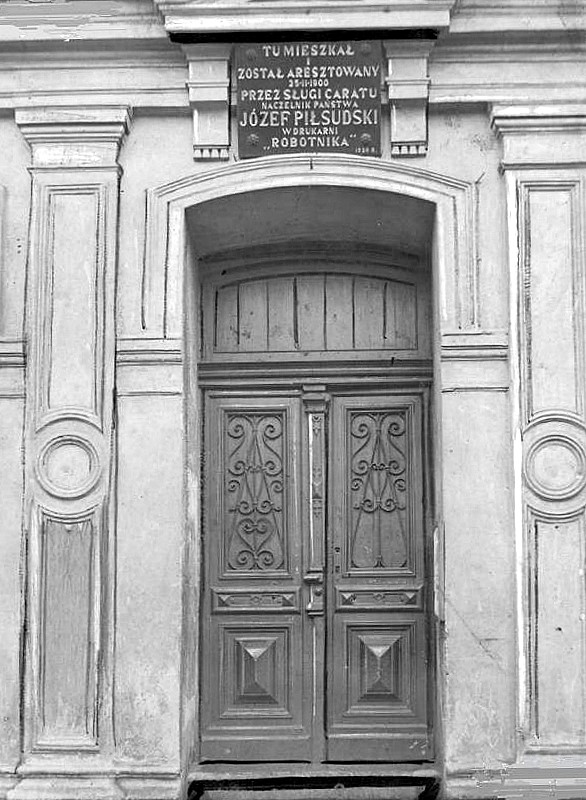
Pierwsza (stara) tablica na domu przy ul. Wschodniej 19 w Łodzi, gdzie w latach 1899–1900 mieściła się tajna drukarnia „Robotnika”, wmurowana w 1920, stan sprzed 1945, obecnie nie istnieje

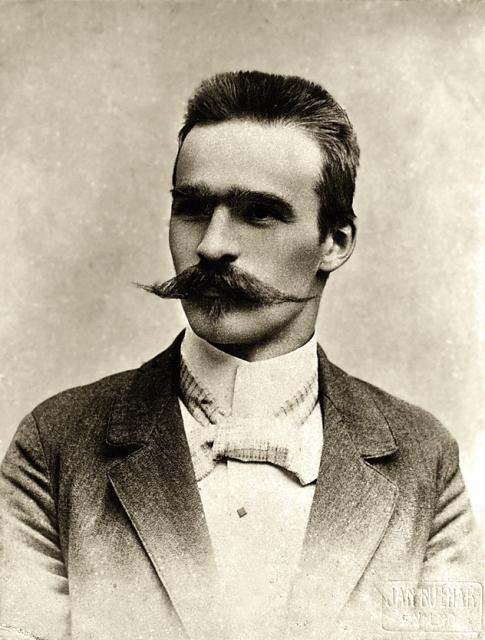
Józef Piłsudski w okresie prowadzenia tajnej drukarni PPS w Łodzi, 1899

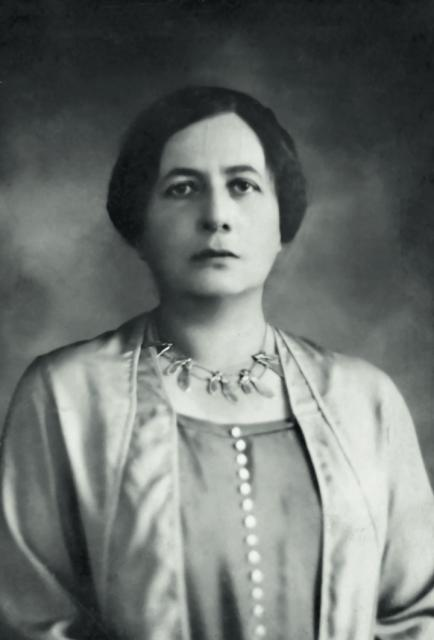
Piękna Pani – Maria Piłsudska z Koplewskich, I voto Juszkiewiczowa, współorganizatorka tajnej drukarni PPS w Łodzi, działaczka PPS i Wielkiego Proletariatu, żona Józefa Piłsudskiego

Tablica pamiątkowa poświęcona Józefowi Piłsudskiemu przy ulicy Wschodniej w Łodzi – tablica na budynku przy ulicy Wschodniej 19 w Łodzi, gdzie w latach 1899–1900 w lokalu nr 4 na I piętrze mieściła się tajna drukarnia „Robotnika”, organu PPS, prowadzona przez Józefa Piłsudskiego. Drukarnia działała do 21/22 lutego 1900, gdy Piłsudski został aresztowany przez Ochranę, a drukarnia została zlikwidowana.

## Działalność tajnej drukarni PPS
Przy ulicy Wschodniej 19 mieszkali przez pewien czas późniejszy marszałek Polski Józef Piłsudski z żoną, ukrywając się pod przybranym nazwiskiem Dąbrowscy. Małżonkowie przeprowadzili się do Łodzi, gdzie przy ul. Wschodniej 19 m. 4 Piłsudski, podający się za prawnika, prowadził wraz z zecerem Kazimierzem Rożnowskim oraz Aleksandrem Malinowskim, umieszczoną na I piętrze tajną drukarnię „Robotnika”. Maszynę drukarską zwykle umieszczano na parterze, aby uniknąć rozchodzenia się dźwięku pracy maszyny po budynku. W 1899 r. w budynku przy ul. Wschodniej 19 cały parter był lokalem użytkowym, niezamieszkanym, zajętym przez skład bawełny i pończoch, szybko kończącym pracę po południu. Wyposażenie tajnej drukarni stanowiła angielska maszyna drukarska Model-Press o wadze ok. 115 kg (ok. 7 pudów), zaprojektowana do druku niskonakładowego, np. zaproszeń, wizytówek i niewielkich ogłoszeń.
Na początku 1900 nasiliły się aresztowania i rewizje w domach osób podejrzewanych o działalność konspiracyjną. W nocy z 21 na 22 lutego 1900, po zdekonspirowaniu wydawnictwa, Piłsudski wraz z żoną Marią został ponownie aresztowany. Zajęto również częściowo wydrukowany 36 numer „Robotnika”. Przyczyną „wpadki” był jednorazowy zakup większej ilości papieru u jednego dostawcy, co nastąpiło wbrew zasadom konspiracji. Aby udowodnić, że PPS pomimo aresztowań nadal funkcjonuje, Stanisław Wojciechowski wydrukował w Londynie kolejny numer (nr 36bis i nr 37), który został rozprowadzony w kraju.
Wstępne śledztwo prowadzono w Łodzi, ale już 17 kwietnia 1900 Piłsudski został osadzony w celi nr 39 X Pawilonu Cytadeli Warszawskiej. Tam oczekiwał na proces, podczas którego oskarżono go nie tylko o kolportaż nielegalnej prasy i literatury, ale także o udział w zabójstwie dwóch szpicli. W więzieniu zaczął symulować chorobę psychiczną. Opinię o zaburzeniach psychicznych, objawiających się m.in. wstrętem do osób odzianych w mundury, wystawił mu dyrektor warszawskiego szpitala dla obłąkanych, którego Piłsudski oczarował długą rozmową o pięknie Syberii (dyrektor był z pochodzenia Buriatem). Wówczas przewieziono go na dalsze badania do petersburskiego szpitala św. Mikołaja Cudotwórcy, skąd – korzystając z pomocy polskiego lekarza i działacza PPS Władysława Mazurkiewicza – 14 maja 1901 udało mu się zbiec w ucieczce zorganizowanej przez Aleksandra Sulkiewicza. Zapewniło mu to uznanie towarzyszy z PPS; w 1902 Piłsudski został wybrany do rozszerzonego składu CKR.

## Historia dwóch tablic pamiątkowych
W czasach PRL starano się wymazać wszelkie dowody pamięci o Józefie Piłsudskim. Wizerunek działacza socjalistycznego, redaktora organu PPS „Robotnik” (wydawanego w tajnej drukarni), konspiratora walczącego z caratem – nie pasował do oficjalnej ideologii. Powstanie Społecznego Komitetu Pamięci Józefa Piłsudskiego było możliwe dopiero po strajkach sierpniowych 1980 i powstaniu NSZZ Solidarność i przy poparciu Regionu Łódzkiego NSZZ Solidarność. Uroczyste wmurowanie i odsłonięcie tablicy pamiątkowej odbyło się 11 listopada 1981 dzięki staraniom Społecznego Komitetu Pamięci Józefa Piłsudskiego. Wydarzenie to było jednocześnie jedną z ostatnich uroczystości przez wprowadzeniem stanu wojennego. Nowa tablica zastąpiła zniszczoną około 1945 pierwszą tablicę z 1920, umieszczoną nad drzwiami (wówczas wnęka, gdzie dziś znajduje się pamiątkową tablica, pełniła funkcję drzwi wejściowych do lokalu użytkowego na parterze budynku).

### Pierwsza tablica pamiątkowa w 1920 r.
Napis na tablicy z 1920:

Tu mieszkał
i
został aresztowany
21 II 1900
przez sługi caratu

Naczelnik Państwa
Józef Piłsudski
w drukarni
„Robotnika”

### Nowa tablica pamiątkowa z 1981 r.
Napis na tablicy odsłoniętej 11 listopada 1981:

Józef
Piłsudski
zamieszkał
w tym domu
w 1889 r.
Tu redagował
i drukował
organ PPS
„Robotnik”
Aresztowany
21 II 1900 r.
"Być zwyciężonym

i nie ulec
to zwycięstwo”

Na nowej tablicy znalazła się podobizna Józefa Piłsudskiego.
Po 1920 marszałek Józef Piłsudski otrzymał honorowe obywatelstwo miasta Łodzi, lecz według relacji współczesnych Łódź kojarzyła mu się z „wpadką” konspiracyjną.